# Костянтин I (король піктів)
Костянтин або Касантин I (*Constantín mac Fergusa, перед 775 —820) — король Піктії у 790-820 роках. До Вікторіанської епохи у Великій Британії Костянтина називали Костянтином I, королем Шотландії, без жодних на те підстав.

## Життєпис
Деякі історики вважають, що батьком Костянтина був король Дал Ріади скотт (ірландець) Фергус мак Ехдах, але ця точка зору не є загальноприйнятою. Не виключено, що Константин був нащадком короля Енгуса I. Його включено до переліку королів Дал Ріади з "Пісні скоттів, " але коли саме він там правив — невідомо.
На піктському троні пробув довго, але відомостей про цей період збереглося мало. У ті роки на узбережжі Ірландії і Шотландії бешкетували вікінги, а тому ірландським ченцям було не до ретельного ведення літописів.
За деякими відомостями був королем північних піктів з 780 року, після смерті свого дядька Альпіна II. Потім розпочав боротьбу за повну владу над Піктією.
Костянтин вперше згадується в ірландських хроніках в 789 році, коли в міжусобній боротьбі він переміг попереднього короля піктів Конала I. Він скористався нападами норманів на узбережжя Дал Ріади, щоб розпочати проти неї військові кампанії, які напевне завершилися підкоренням земель Дал Ріади в області сучасної Шотландії. У 792 році повалив короля Доннкойрке. У 802 й 806 роках західні володіння Костянтина I зазнали нападу норманів, які сплюндрували острів Іону разом з відомим абатством.
Втім у 805 році новий король стикнувся з повстанням поваленого Конала I, який став королем Дал Ріади. Лише після перемоги Костянтина над Коналом I зміг закріпится в Піктії та відновити владу в Дал Ріаді. Втім в Ольстері встановив владу Конал мак Айдан, якого король Костянтин не зміг здолати.
У 811 році він передав номінальну владу над Дал Ріадою своєму старшому сину Домналлу, за фактично власного панування. Але частину Дал Ріади захопив скотт Еохайд IV Злий.
Ім'я Костянтина зустрічається на Дупплінському хресті, спорудженому Кеннетом мак Альпіна в ознаменування завоювання Піктії. Королю Костянтину приписується заснування церкви Сент-Ендрюс у Данкелді близько 815 або 816 років, а згодом перенесення туди мощей св. Колумби з острова Іона близько 818 року.
Повідомлення про смерть Костянтина з'являється в ірландських літописах в 820 році, хоча різні списки королів піктів вказують тривалість його правління як 35 і навіть 45 років. Його владу успадкував брат Енгус II.

## Родина
- Домналл (д/н—835), король Дал Ріади у 811—835 роках
- Друст (д/н—836), король Піктії у 834—836 роках